# The Colorist Orchestra
The Colorist Orchestra
is een Belgisch hedendaags kamerpopcollectief opgericht en geleid door Kobe Proesmans en Aarich Jespers. Het collectie ontstond in 2013.
The Colorist Orchestra nodigt pop-georiënteerde singer-songwriters uit om mee samen te werken en hun repertoire te vertalen, her-arrangeren, herkleuren en vervormen met hun melodieuze percussie en avant-klassieke benadering. Dit achtkoppig orkest is zowel maxi- als minimalistisch, waarbij ze traditionele rockinstrumenten of versterking vermijden en vaak inruilen voor ongewone, zelfs ongehoorde geluiden. Ze laten zich inspireren door experimentele componisten, zelfgemaakte instrumenten, veldopnames, noise-rock, jazz en de natuur.
• Mei 2014: TCO & Sumie Nagano (Zweden/Japan)
• Oktober 2014: TCO & Cibelle (Brazilië)
• November 2015: TCO & Emiliana Torrini (IJsland/UK)
• December 2016: full album: “TCO & Emiliana Torrini Live[2]” (Rough Trade)
• Februari 2017, Live Album-EU-tour met E. Torrini.
• November 2017: TCO & Lisa Hannigan (Ierland)
• April 2018: EP “TCO & Lisa Hannigan” [3](Pias)
• April 2019: TCO & Howe Gelb ( USA)
• Januari 2020: TCO & Gabriel Rios (Puerto Rico)
• Oktober 2021: TCO & Howe Gelb & Pieta Brown[4]: full album: “Not on the Map” [5](Danger Bird)
• November 2021: Album-EU-tour met Howe Gelb
• Mei 2022: TCO@Opera Ballet Vlaanderen; RIZOOM[6]
• November 2022: TCO@Opera Ballet Vlaanderen; RIZOOM
- Maart 2023: TCO & Emiliana Torrini: full album: “ Racing the storm” ( Bella Union)
• Maart/ April 2023: Racing the storm Album-EU-tour met E. Torrini.
De naam van het orkest, 'Colorist', verwijst naar de wijze waarop de muziek gecreeerd wordt. nml. binnen de contouren van bestaande songs, kleuren Kobe en Aarich nieuwe arrangementen. 
Het wordt ook wel "omgekeerde karaoke" genoemd, waarbij het nieuwe muzikale uitvoeringen/composities worden onder de reeds bekende stem en melodie, en uiteindelijk uitmonden in een ‘akoestische live remix’. 
Proesmans en Jespers zijn geïnspireerd door het werk van onder andere Harry Partch, Moondog, Kronos Quartet, Talking Heads en Steve Reich.[7] Bij hun composities houden ze rekening met de eigenzinnige kracht van de acht instrumentalisten die de kern van The Colorist Orchestra uitmaken en mixer/producer Jo Francken die als 9de muzikant fungeert en het FOH geluid verzorgt. 
Dit zijn: Kobe Proesmans (percussie, kalebas), Aarich Jespers (percussie, marimba), Sep François (melodische percussie, mbira), Wim De Busser (vleugelpiano, geprepareerde piano, toetsen), Tim Vandenbergh (contrabas, elektrische bas), Gerrit Valckenaers (basklarinet, stenen, spiegels, glazen kommen, elektronica), Jeroen Baert (viool), Karel Coninx (altviool).[7]

## Discografie
- 2016: The Colorist & Emiliana Torrini
- 2018: The Colorist Orchestra & Lisa Hannigan
- 2021: The Colorist Orchestra & Howe Gelb: "Not On The Map"
- 2023: The Colorist Orchestra & Emiliana Torrini: "Racing the Storm"